# Абдурахманов Олексій Олегович
Олексі́й Оле́гович Абдурахма́нов (нар. 24 липня 1977, Коростень) — український військовик, підполковник Збройних сил України, учасник війни на сході України.

## Життєпис
Народився в 1977 році в м. Коростені (Житомирська область), там же навчався у школі. За національністю росіянин.
Закінчив 1994 року Київський військовий ліцей, 1998-го — аеромобільний факультет Одеського інституту сухопутних військ. Служив у 95-й окремій аеромобільній бригаді. Звільнився за сімейними обставинами у званні старшого лейтенанта запасу.
У березні 2014-го повернувся до лав Збройних сил України як доброволець, став командиром розвідувального взводу 30-ї окремої механізованої бригади. Брав участь у боях за Савур-Могилу, Степанівку, Дебальцеве. Доводилося виконувати завдання в тилу терористів. Наприкінці липня 2014 року на БТРі з групою бійців проводив операцію з рятування підрозділу 25-ї повітрянодесантної бригади, що потрапила в засідку під містом Шахтарськ, через лінію вогню вивезено дев'ятьох вояків. Узимку 2015 року зазнав контузії в бою біля Логвинового, але й далі керував підрозділом, доки не вивели всіх бійців. Після лікування та відпустки вдома повернувся до частини з підвищенням.
Одружений, має доньку та сина.

## Нагороди
За особисту мужність і героїзм, виявлені у захисті державного суверенітету та територіальної цілісності України, вірність військовій присязі:
- нагороджений орденом Богдана Хмельницького III ступеня (26 лютого 2015) — за мужність і героїзм, виявлені в боях на Дебальцевському плацдармі[1].